# Johan Sadeler

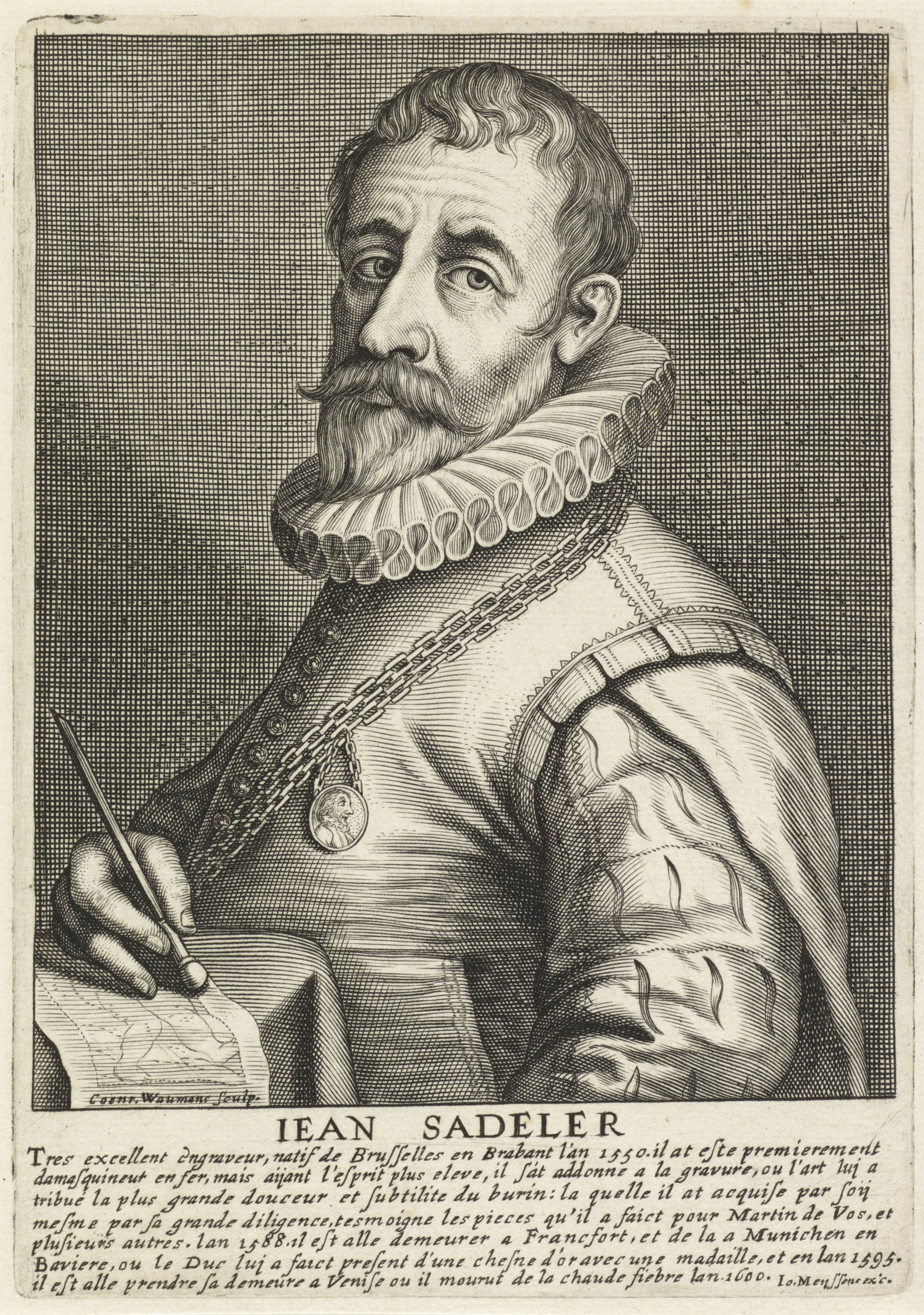
Johan Sadeler, grabado de Coenraet Waumans para Image de divers hommes d'esprit sublime, qui par leur art et science devraient vivre éternellement et desquels la louange et renommée faict estonner le monde, Amberes, por J. Meyssens, 1649.

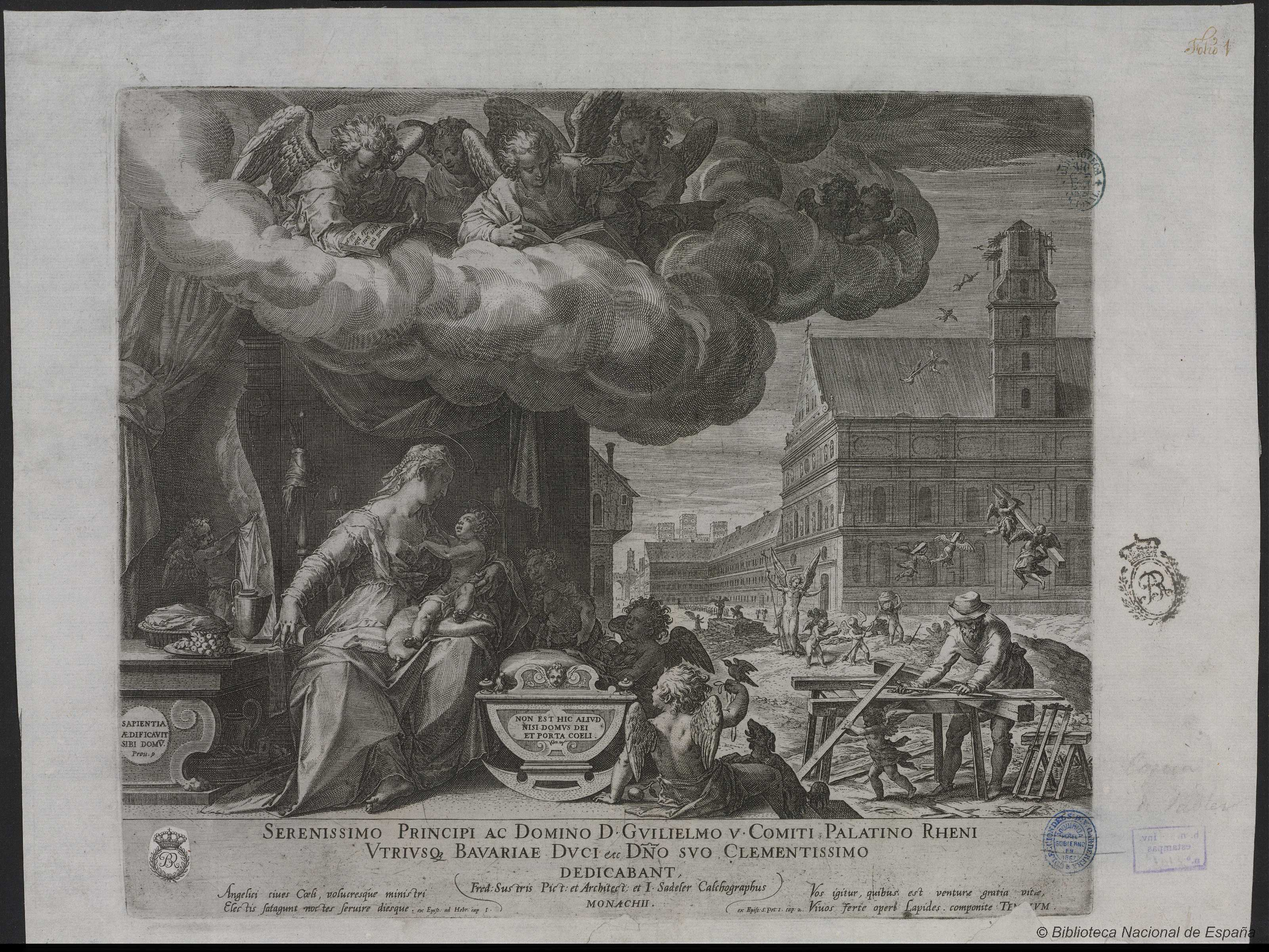
Johan Sadeler según Friedrich Sustris: Sagrada Familia. Buril. Firmado «Fred: Sustris Pict et Architect et I. Sadeler Calcographus». Biblioteca Nacional de España.

Johan Sadeler (Bruselas 1550-Venecia, 1600), a veces llamado Jan Sadeler I o Jan Sadeler el Viejo, fue un dibujante, grabador a buril y editor de libros flamenco, cabeza de una extensa familia de grabadores y libreros.

## Biografía y obra
Formado, quizá, con su padre, damasquinador y armero, en 1572 se inscribió como maestro de grabado en talla dulce en la guilda o gremio de San Lucas de Amberes, donde trabajó para el editor Cristóbal Plantino. Documentado en el gremio de Amberes hasta 1579, viajó luego por Alemania y se estableció en Colonia con su hermano Raphael entre 1580 y 1586, sin perder el contacto con Amberes a donde viajó con frecuencia en estos años. En 1581 obtuvo del emperador Rodolfo II un privilegio para poder editar sus propias obras. En 1587, residiendo en Fráncfort del Meno, editó una serie de grabados de Crispijn de Passe y Johan Wierix con el título de Triumphus martyrum. Todavía en Fráncfort entró en contacto con el duque Guillermo V de Baviera para el que trabajó como grabador de la corte de Múnich entre 1588 y 1595, cuando marchó a Italia, donde iba a residir en Verona y Roma, aunque es en Venecia donde, con privilegio del papa Clemente VII, realizó la labor editorial más importante de su carrera hasta su muerte, en agosto de 1600.
Grabador fecundo, el catálogo de su obra publicado en 1980 reúne 622 estampas sueltas o en series, algunas de ellas muy célebres e imitadas como lo fueron las series dedicadas a santos ermitaños que grabó con su hermano Raphael por dibujos de Marten de Vos y otros: Sylvae Sacrae, Solitudo Sive Vitae Patrum Eremicolarum, Trophaeum vitae solitariae y Solitudo sive vitae foeminarum anachoritarum.
Además de los dibujos de Marten de Vos, que serán una de las fuentes más importantes para sus grabados, Johan Sadeler reprodujo en sus estampas pinturas y dibujos de otros muchos artistas, tanto flamencos y alemanes como italianos, entre ellos Christoph Schwarz, Hans von Aachen y Friedrich Sustris, con quienes coincidió en la corte del duque Guillermo V de Baviera, Lodewyk Toeput, pintor flamenco con el que trabajó en Venecia, Federico Zuccaro, Annibale Carracci y los Bassano, Jacopo y Leandro. Como editor, además de sus propias obras y de sus hermanos Aegidius y Raphael y de los citados Wierix y Passe, publicó grabados de Cornelis Cort y Adriaen Collaert entre otros.